# 降临 (歌曲)
降临是中国男子团体至上励合的首张EP和主打歌。

## EP
《降临》选用了炫金版和炫黑版双封面。炫黑版封面是制服风格，融入了时下最时尚的视觉元素。炫金版封面融入中国风，将传统和时尚元素相结合。

### 曲目
- CD

1. 降临)
2. 棉花糖，作词者：马雪阳 & 张彰，作曲者：马雪阳，由湖南卫视首播 导演：邱嘉秋
3. 下一站永远
4. 小丑
5. Kiss

- 《降临》炫黑版DVD <降临>MV+韩国行花絮
- 另送TOP COMBINE团员个人炫黑版贴纸